# Mirsamad Pourseyedigolakhour
Mirsamad Pourseyedigolakhour, també escrit Samad Poor Seiedi (15 d'octubre de 1985) és un ciclista iranià, professional des del 2008. Actualment corre al Tabriz Shahrdari Team. En el seu palmarès destaca la victòria al Tour de Langkawi de 2014. El maig de 2011 es va veure implicat en un cas de dopatge que li suposà una sanció de dos anys sense competir.
S'ha proclamat dos cops campió de l'UCI Àsia Tour.

## Palmarès
- 2007
  - Vencedor d'una etapa al Taftan Tour
- 2009
  - Vencedor d'una etapa al Tour de Milad du Nour
- 2011
  - Vencedor d'una etapa a la Volta a les Filipines
  - 1r a l'International Presidency Tour
  - Vencedor de 3 etapes al Tour de Singkarak
- 2013
  - 1r al Tour del llac Qinghai i vencedor d'una etapa
  - 1r al Tour de l'Ijen i vencedor d'una etapa
- 2014
  - 1r a l'UCI Àsia Tour
  - 1r al Tour de Langkawi i vencedor d'una etapa
  - 1r a la Volta al Japó i vencedor d'una etapa
  - 1r al Tour de Fuzhou i vencedor d'una etapa
- 2015
  - 1r a l'UCI Àsia Tour
  - 1r al Tour de Taïwan i vencedor d'una etapa
  - 1r a la Volta al Japó
  - 1r al Tour de l'Iran i vencedor d'una etapa
  - Vencedor d'una etapa al Tour de les Filipines
- 2016
  - 1r al Tour de l'Iran i vencedor d'una etapa
- 2017
  -  Campió de l'Iran en contrarellotge
- 2018
  -  Campió de l'Iran en contrarellotge